# 奥林匹克广播服务公司

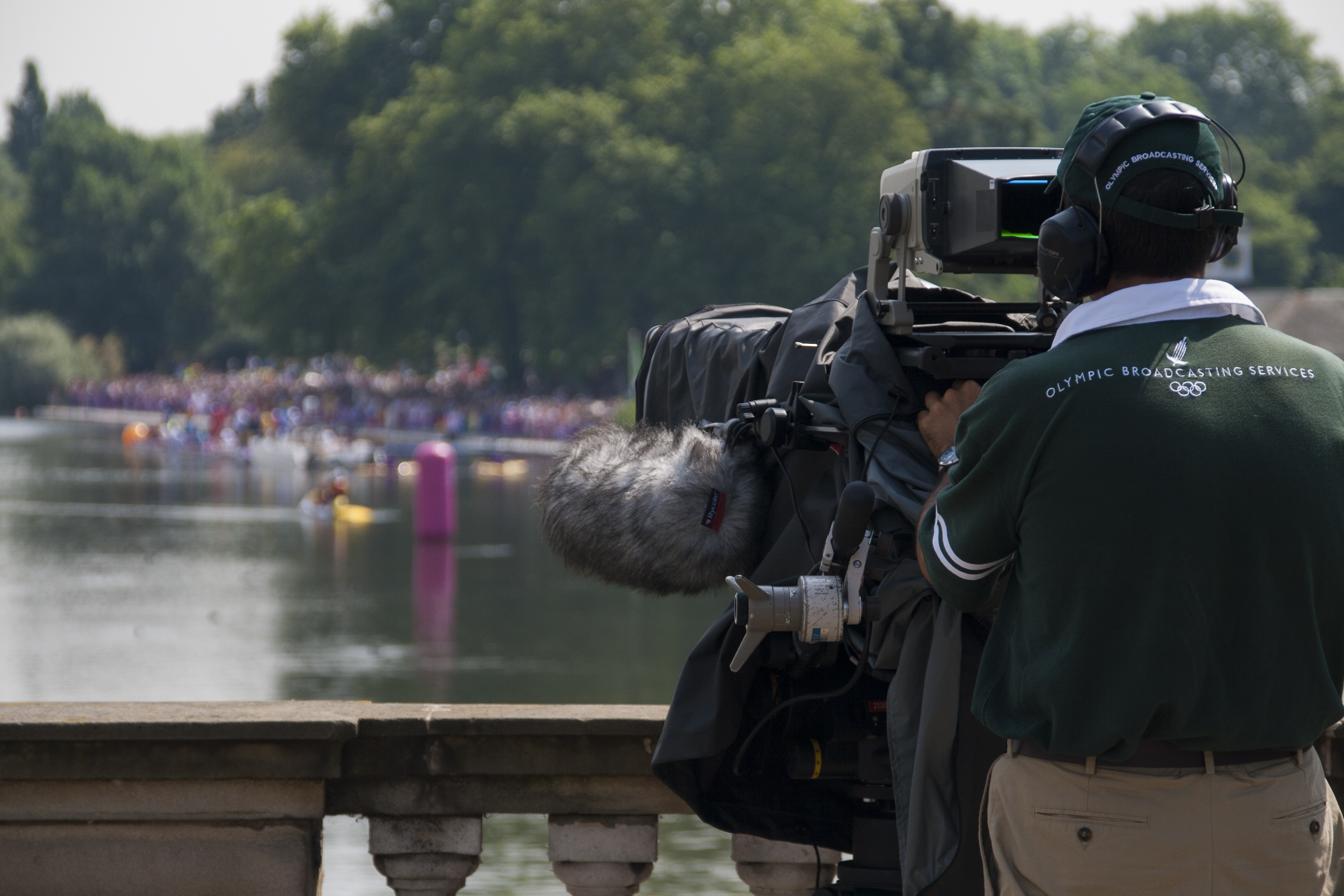
奥林匹克广播服务的摄影师，服务于2012年奥运会男子10公里馬拉松游泳比賽。

奥林匹克广播服务公司（英語：OBS, Olympic Broadcasting Services）是国际奥林匹克委員会轄下的一个廣播机构，成立于2001年，它的总部设在西班牙马德里。該公司负责向各國转播商提供奥运会典禮與賽事的转播信号、维护奥运会广播製播版权及制定奥运会转播标准。
其第一次正式啟動廣播服務是在2008年，此前主要转播机构的职能是下放给当地组織委員會或第三方广播電視公司，重新制作各自的賽事转播節目。

## 历史

### 2008北京夏季奧運
其第一次正式啟動廣播服務，是在中華人民共和國北京市舉辦的第二十九屆夏季奧林匹克運動會，由OBS和北京奥運组委會共同出资成立的北京奥林匹克转播有限公司，作为主要转播联盟和国家电视网络，中国中央电视台是當屆奥运会主办国转播商之一。

### 2010温哥华冬季奧運
負責轉播2010年冬季奧林匹克運動會賽事的温哥华奥林匹克转播有限公司（OBSV）是由OBS全资成立的公司，OBSV的执行董事是加拿大廣播公司（CBC）体育前制片人和总经理南希·李。2010年奥运会賽事标识着奥运会主要转播服务第一次完全由OBS提供。

### 2012倫敦夏季奧運
第三十屆夏季奧林匹克運動會與該屆帕運會的转播服务由OBS提供。据传，2012年倫敦奧運开幕前夕，开幕式总导演丹尼·博伊尔的团队与制作公司OBS爆发“冲突”。主办国广播转播公司為英国广播公司。

### 2014索契冬季奧運
2014年冬季奧林匹克運動會在俄羅斯索契舉辦，冬奥组委会确认主办国广播转播公司為第一頻道、全俄国家电视广播公司和NTV Plus。

### 2016里約夏季奧運
第三十一屆夏季奧林匹克運動會組委會宣布由环球电视网负责主办国賽事广播的转播信号。

### 2018平昌冬季奧運
第二十三屆冬季奧林匹克運動會與該屆冬季帕運在大韓民國江原特別自治道的平昌郡舉行，並由SBS负责主办国賽事转播信号。